# Ceylon ai Giochi della XVIII Olimpiade
Ceylon (l'odierno Sri Lanka) parteciparono ai Giochi della XVIII Olimpiade, svoltisi a Tokyo dal 10 al 24 ottobre 1964, con una delegazione di sei atleti impegnati in quattro discipline.
Fu la quinta partecipazione di questo paese ai Giochi. Non furono conquiste medaglie.